# 11598 Kubík
11598 Kubík eller 1995 OJ är en asteroid i huvudbältet som upptäcktes den 22 juli 1995 av den tjeckiske astronomen Lenka Kotková vid Ondřejov-observatoriet. Den är uppkallad efter upptäckarens bror, Jakub Šaroun.
Den tillhör asteroidgruppen Nysa.